# Kahoka, Missouri
Kahoka, Missouri (енгл. Kahoka) град је у америчкој савезној држави Мисури.

## Демографија
По попису из 2010. године број становника је 2.078, што је 163 (-7,3%) становника мање него 2000. године.
| Група             | 2000.         | 2010.         |
| Белци             | 2.193 (97,9%) | 2.035 (97,9%) |
| Афроамериканци    | 2 (0,1%)      | 5 (0,2%)      |
| Азијати           | 1 (0,0%)      | 5 (0,2%)      |
| Хиспаноамериканци | 18 (0,8%)     | 15 (0,7%)     |
| Укупно            | 2.241         | 2.078         |